# Realteilung
Realteilung (historisch) oder auch Realerbteilungsrecht bedeutet, dass der Besitz einer Familie, insbesondere der Landbesitz (früher als Realitäten bezeichnet), unter den Erbberechtigten gleich aufgeteilt wird. Diese Aufteilung findet bei jedem Erbgang statt, sodass die Parzellen stetig kleiner werden. Im Gegensatz dazu steht das Anerbenrecht.

## Geschichte

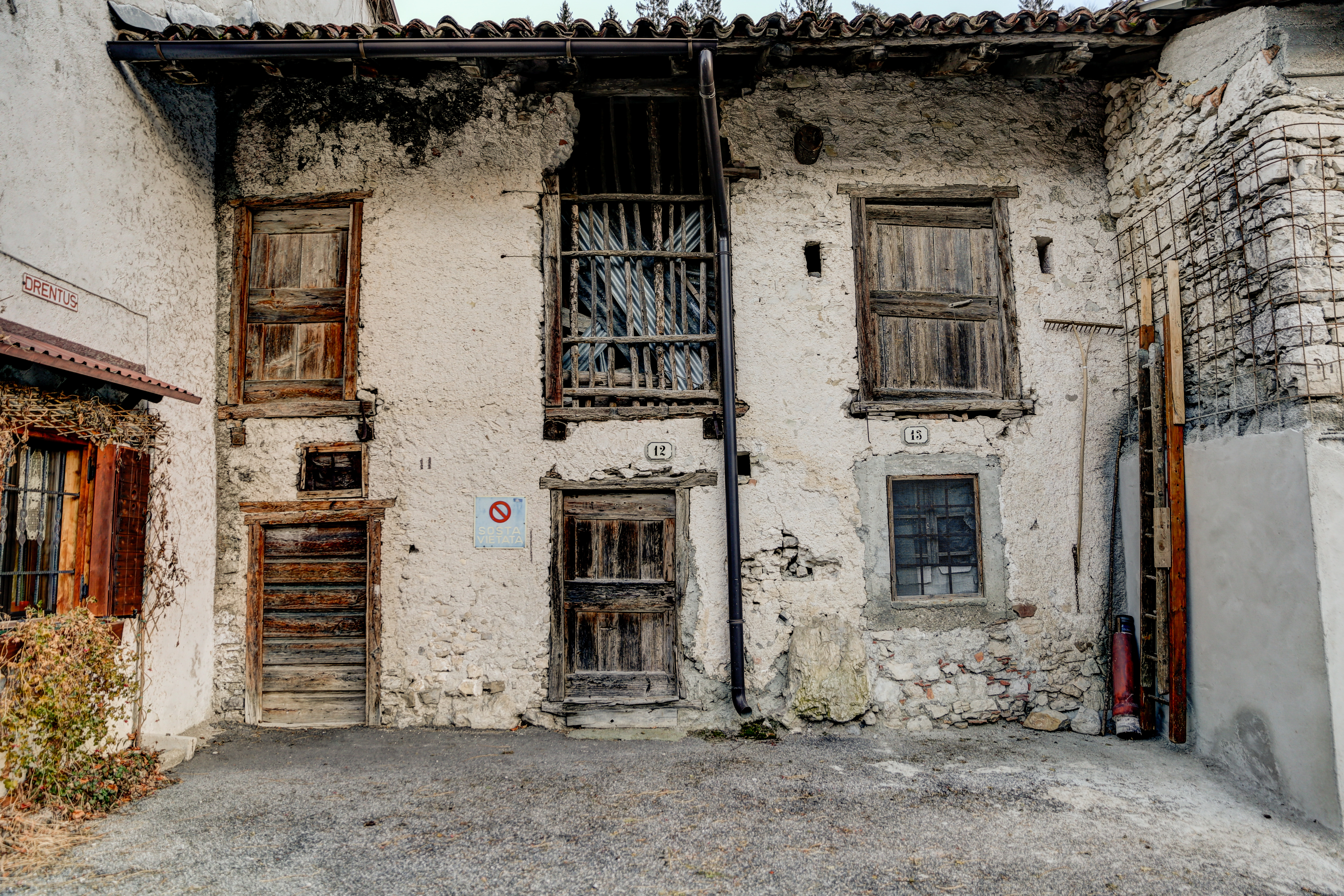
Folge der Realteilung in Dordolla in Friaul, Norditalien: ein winziges Haus → drei Hausnummern → drei Besitzer

In adligen Familien war das Prinzip der Realteilung (im Gegensatz zum Fideikommiss) seit dem Mittelalter verbreitet und führte unter anderem auf dem Gebiet des Heiligen Römischen Reiches zur Territorialisierung (kritisch: Kleinstaaterei).
Adlige wie bäuerliche Realteilung wurde in Deutschland etwa südlich einer Linie Aachen, Bonn, Marburg, Erfurt praktiziert, also in der Pfalz, in Kurhessen, Großherzogtum Hessen-Darmstadt, Nassau, Franken, Baden und in großen Teilen Württembergs, Thüringens und der preußischen Rheinprovinz. In anderen Gebieten Deutschlands konnte entweder der älteste Sohn (Majorat) den elterlichen Besitz übernehmen oder nur der jüngste Sohn erbte den Hof (Minorat). Es gab auch Sonderformen: So wurde etwa in Hessen der Besitz nur ungeteilt weitergegeben, wenn er eine bestimmte Größe hatte, etwa über 5 Hektar. Zum Teil sind kuriose Auswüchse der gleichmäßigen Erbteilung überliefert, etwa die physische Teilung und damit Zerstörung einer Bibel oder eines Springerle-Models.

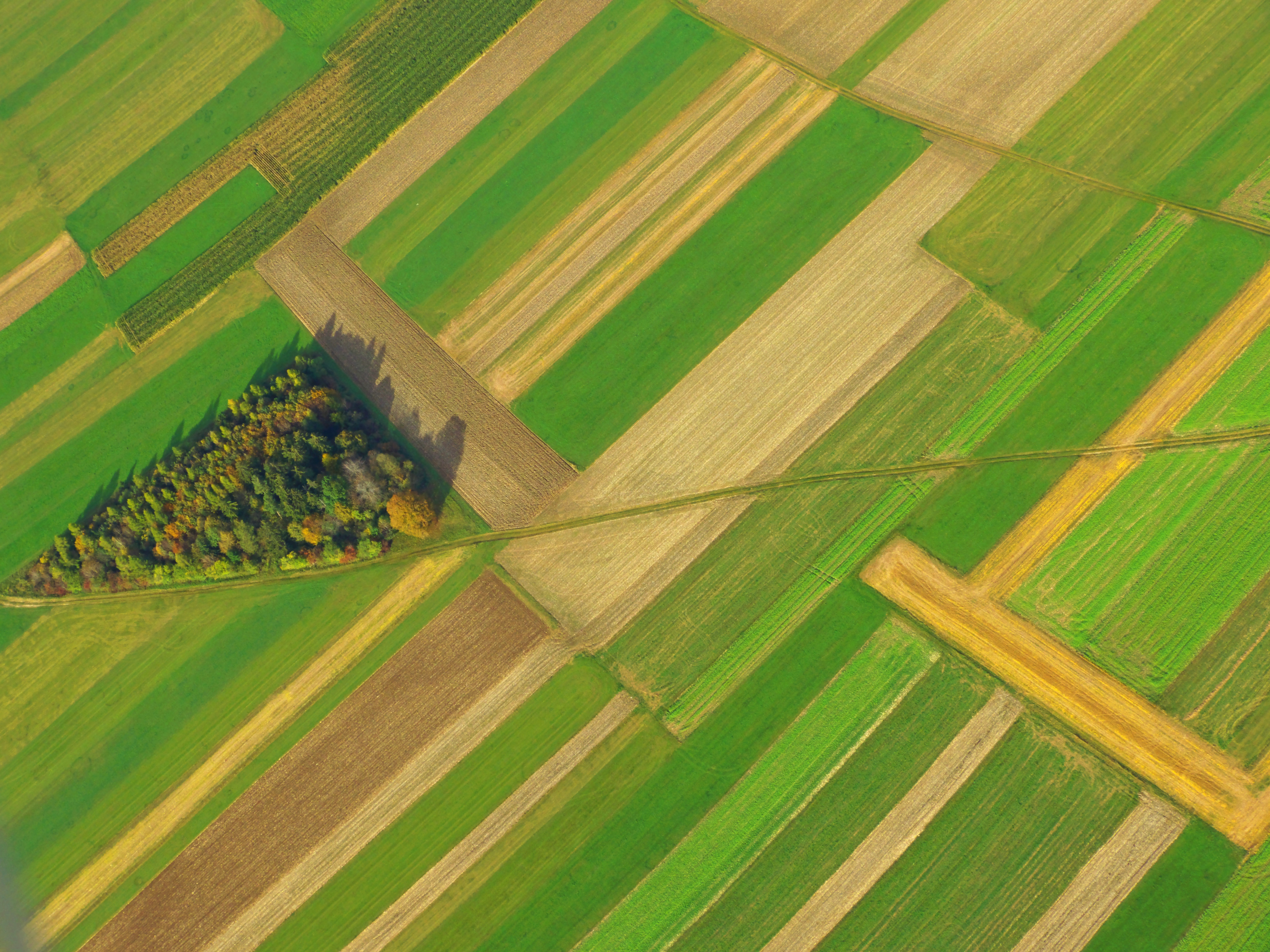
Schmale Felder

In der Landwirtschaft führte die fortgesetzte Realteilung zu einer Zersplitterung des Ackerlandes in eine Vielzahl kleiner Äcker, oft in Form schmaler Streifen. Diese waren sehr ineffizient zu bearbeiten; zudem ging ein relativ hoher Anteil der nutzbaren Fläche für Grenzstreifen und Zufahrtswege verloren. Die Futterbasis für das Vieh wurde oft zu schmal, so dass verstärkt Kartoffeln angebaut wurden. Im Neckarkreis verfügten 1933 84 % der Betriebe über eine Anbaufläche von weniger als 5 Hektar, 45 % gar weniger als 2 Hektar. Aus ökologischer Sicht führte dies zwar zur Entwicklung artenreicher Wiesen- und Heckenbiotope, wirtschaftlich gesehen war dieser Zustand jedoch zunehmend unhaltbar. Daher wurden in der Geschichte immer wieder Flurbereinigungen durchgeführt. Dabei wird der Grundbesitz an Ackerland (teilweise auch Waldbesitz) in einem bestimmten Gebiet mit dem Ziel umverteilt, anstelle zahlreicher kleiner nur noch wenige zusammenhängende Grundstücke von insgesamt zumindest gleichem Wert zu erhalten.
Im 19. Jahrhundert kam es in vielen Regionen zu einer durch Realteilung bedingten Verelendung der Kleinbauern, was eine Rolle bei den sozialen Unruhen des Vormärz spielte. Die Lage besserte sich erst, als seit den 1850er und -60er Jahren die Abwanderung in die Industrie einsetzte. In einigen Regionen wie Tirol waren die Kleinbauern auch saisonal als Wanderarbeiter tätig.

## Höfeordnung
Die Ursache für die verschiedenen Lösungen waren die Höfeordnungen in der Landwirtschaft, die unterschiedliche Regelungen zum Inhalt haben. Sie können aber durch vertragliche Regelungen außer Kraft gesetzt werden, indem andere Verträge unter Lebenden im Rahmen der vorweggenommenen Erbfolge getroffen werden.

## Soziale Folgen der Realteilung am Beispiel Altwürttembergs
Die Realteilung in Altwürttemberg hatte eine Vielzahl gesellschaftlicher Folgen. Die Realteilung förderte eine gewisse Gleichheit, weil Frauen und Männer gleichmäßig erbberechtigt waren und weil ein einzelnes Kind armer Eltern mehr erben konnte als ein Vermögender aus einer kinderreichen Familie. In anderen Teilen Württembergs, so in Hohenlohe, im Hochschwarzwald oder in Oberschwaben bestand demgegenüber das Anerbenrecht. In anderen Regionen mit Realteilung erbten nur männliche Kinder.
Die Realteilung führte häufig zu einer Gemengelage, so dass die Äcker bald zu klein waren, um eine Familie zu ernähren; deshalb gab es in Württemberg schon früh Nebenerwerbslandwirte, die nebenbei ein Handwerk, eine Heimindustrie mit ein oder zwei Web- oder Wirkstühlen oder Hausierhandel betrieben oder sich zeitweise als Tagelöhner verdingen mussten. Gleichzeitig sicherte das ererbte Gut einen Mindestunterhalt; denn man erbte nicht nur ein Stück Acker, sondern auch einen Anteil am elterlichen Haus. Allerdings waren das oft nur einzelne Zimmer, in denen sich ganze Familien zusammendrängten. Gesinde und Landarbeiterschaft spielten im Vergleich zu den mithelfenden Familienangehörigen eine untergeordnete Rolle; oft wurden die eigenen Kinder an die Besitzer größerer Höfe verdingt. Allenfalls zur Getreideernte wurden Wanderarbeiter benötigt.
Als Württemberg industrialisiert wurde, konnten die Fabrikanten auf eine breite Schicht von erfahrenen Kleinhandwerkern zurückgreifen, die gern in die Fabrik eintraten, weil hier die Verdienstmöglichkeiten besser waren. Allerdings mussten die Fabrikanten noch lange dagegen kämpfen, dass ihre Arbeiter in der entsprechenden Jahreszeit ihre Feldarbeit bevorzugt erledigten.
Andererseits fühlten sich die württembergischen Arbeiter lange nicht als Angehörige des Proletariats, sondern sie waren eben auch Landbesitzer. Deshalb war die Arbeiterbewegung hier traditionell eher gemäßigt.
In Gegenden mit Realteilung blieb die Allmende oft länger erhalten als in den Regionen mit Anerbenrecht.